# 日本朱子学
日本朱子学（日语：朱子学、しゅしがく），是日本江戶时代的德川幕府官方意识型态，最早在宋代由禪僧傳入，以朱熹、李退溪的“程朱理学”为对象。日本早期朱子学家是林罗山与藤原惺窩，現在朱子学仍是日本政治哲学一部分。
日本朱子学一部分由被擄朝鲜儒生传入，有名的是姜沆。